# Mussellav
Mussellav (Normandina pulchella) är en lavart som först beskrevs av William Borrer och fick sitt nu gällande namn av William Nylander. 
Mussellav ingår i släktet Normandina, divisionen sporsäcksvampar och riket svampar.  Arten är reproducerande i Sverige. Inga underarter finns listade i Catalogue of Life.